# 短柄紅菇
短柄紅菇（學名：Russula brevipes），俗稱短莖紅菇（short-stemmed russula），是一種擔子菌門真菌，隸屬於俗稱脆褶（Brittlegill）的紅菇屬。這種真菌體形較大，並且是可供食用的。

## 分類
短柄紅菇最早是由美國真菌學家查爾斯·霍頓·佩克於1890年描述的，其學名即現今的學名。其學名中的源自拉丁文詞彙和，兩者的意思分別是「短」和「腳」，指的是其短短的菌柄。

## 描述

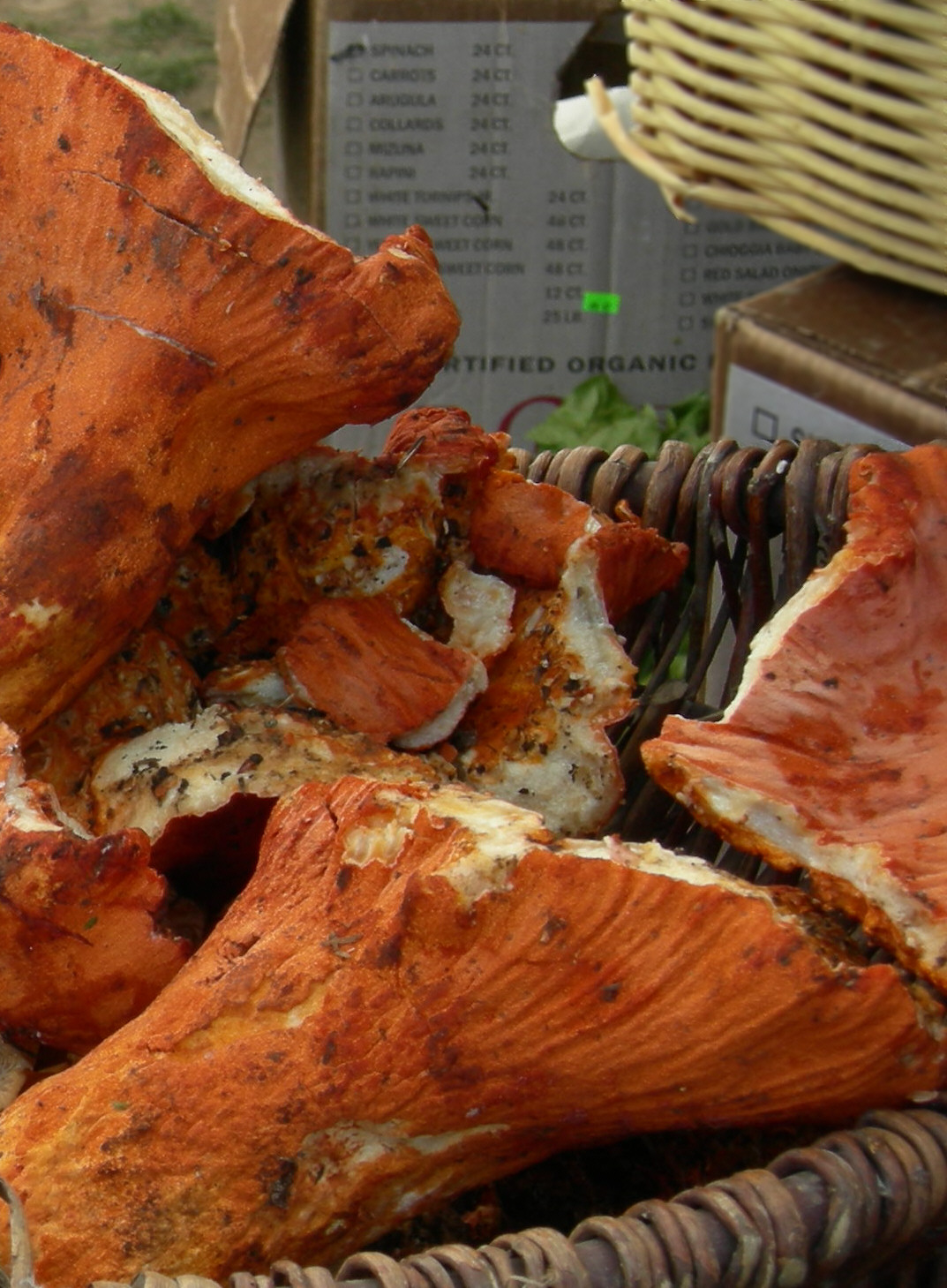
龍蝦蘑菇

短柄紅菇的菌蓋直徑約為7–30厘米（3–12英寸），呈白色或暗黃色，並且呈漏斗狀。其菌褶之間的間距不大，且其本身亦很薄。其子實層是自基部沿蕈柄向下生長的，呈白色，但隨著年齡增加會變成黃色至淺黃色。其菌柄高3–8厘米，厚2.5–4厘米，呈白色，但隨著年齡增加會變黃。菌柄表面乾燥，但很光滑。其孢子印呈白色或淺奶油色。其擔孢子的大小為8–11 x 6.5–l0微米。

## 分佈及生境
短柄紅菇廣泛地分佈於北美洲，主要在溫帶森林生態系統中出現，並且是以外生菌根的形式依附著多種樹木生長。近期，在巴基斯坦境內喜馬拉雅山脈上的溫帶樹林中，也有這種真菌出現的紀錄，且這種真菌是依附著乔松生長。

## 可食性
短柄紅菇本身是可供食用的，但因無味而不受歡迎，亦都因此不會被用作食材。但是，當這種真菌被泌乳菌寄生寄生時，短柄紅菇就會變成紅色的「龍蝦蘑菇」（lobster mushroom），相當美味，並且是一種受歡迎的食物。